# Christopher Hunt
Christopher John Hunt –conocido como Chris Hunt– (Bolton, 1 de diciembre de 1968) es un deportista británico que compitió en bádminton para Inglaterra en la modalidad de dobles.
Ganó tres medallas en el Campeonato Europeo de Bádminton entre los años 1994 y 1998. Participó en tres Juegos Olímpicos de Verano, entre los años 1992 y 2000, ocupando el quinto lugar en Atlanta 1996, en la prueba de dobles.

## Palmarés internacional
| Representando a Inglaterra |                          |                   |        |
| Campeonato Europeo         |                          |                   |        |
| Año                        | Lugar                    | Medalla           | Prueba |
| 1994                       | Den Bosch (Países Bajos) | Medalla de oro    | Dobles |
| 1996                       | Herning (Dinamarca)      | Medalla de bronce | Dobles |
| 1998                       | Sofía (Bulgaria)         | Medalla de oro    | Dobles |